# Thomas Vogt (Geistlicher)
Johann Thomas Vogt (* 19. Dezember 1766 in Schwäbisch Gmünd; † 15. Oktober 1825 in Rottenburg am Neckar) war ein Geistlicher und theologischer Schriftsteller.
Von 1794 bis 1798 war er öffentlicher Lehrer an der deutschen Schule in Gmünd. Der gefeierte Kanzelredner war in Schwäbisch Gmünd als Kaplan tätig und wurde 1822 als Regens an das bischöflichen Seminar in Rottenburg berufen.
Johann Gottfried Pahl äußert sich in seinen Lebenserinnerungen (S. 147 f.) sehr wohlwollend über den aufklärerisch gesinnten Kleriker.
Sammlungen seiner Predigten sowie ein mehrfach aufgelegtes Gebetbuch erschienen auf Anregung Pahls im Druck (mehrheitlich in Schwäbisch Gmünd bei Johann Georg Ritter). Heute nachweisbar sind im Südwestverbund noch 14 Schriften, vor allem in der Württembergischen Landesbibliothek Stuttgart.